# Киркалово
Кирка̀лово или Чекр̀е, Ч̀екъра, Чекри (на гръцки: Παραλίμνη, Паралимни, катаревуса Παραλίμνιον, Паралимнион, до 1926 година Τσέκρι, Цекри) е село в Егейска Македония, дем Пела на административна област Централна Македония.

## География
Селото е разположено на надморска височина от 10 m в северозападния край на Солунското поле на 7 километра югоизточно от Енидже Вардар (Яница) по пътя за Гумендже (Гумениса). В миналото селото е било на брега на Ениджевардарското езеро, пресушено в средата на 30-те години на XX век.

## История

### В Османската империя
Към 1527-1532 година Чекре, наричано и Киркалова, е вакъф на Евренос бей в казата Йенидже и Вардар и наброява 21 ханета и 7 неженени мъже.
На австро-унгарската военна карта селото е отбелязано като Чекре (Čekre), на картата на Йоргос Кондоянис е отбелязано като Цекри (Τσέκρι). Според Николаос Схинас („Οδοιπορικαί σημειώσεις Μακεδονίας, Ηπείρου, Νέας οροθετικής γραμμής και Θεσσαλίας“) в средата на 80-те години на XIX век Киркалово или Цекри (Κιρκάλοβο ή Τσέκρι) е село с 30 християнски семейства.
В края на ΧΙΧ век Киркалово е чисто българско село в Ениджевардарска каза на Османската империя. Църквата „Свети Атанасий“ е от XIX век. В 1889 година Стефан Веркович (Топографическо-этнографическій очеркъ Македоніи) пише за Киркалово:
| „ | Селото Чекри е разположено в равнината край езерото, на изток от града. Жителите му са българи и се занимават предимно със земеделие, риболов и отглеждане на пиявици. Земеделците работят като наемници на мюсюлманина собственик на селото, който получава и дохода от ливадите. Край селото минава река, която през зимата е непресекаема, тъй като се качва силно по това време на годината. | “ |

Към 1900 година според статистиката на Васил Кънчов („Македония. Етнография и статистика“) Киркалово (Чекре) брои 198 жители, всички българи християни.
Киркаловци взимат участие в борбите на ВМОРО. Селото е база за четите на ВМОРО, действащи в Ениджевардарското езеро, поради което е обект на репресии от страна на османските власти и гръцки андарти. В резултат голяма част от жители са принудени да се изселят в Енидже Вардар и Солун. Някои от тях се завръщат след Хуриета от 1908 година.
Цялото село е под върховенството на Българската екзархия. По данни на секретаря на екзархията Димитър Мишев („La Macédoine et sa Population Chrétienne“) в 1905 година в Киркалово (Kirkalovo) има 160 българи екзархисти и работи българско училище.
В 1910 година Халкиопулос пише, че в селото (Τσέκρε) има 130 екзархисти.
При избухването на Балканската война в 1912 година един човек от Киркалово е доброволец в Македоно-одринското опълчение.

### В Гърция
През войната селото е окупирано от гръцки части и остава в Гърция след Междусъюзническата война. В 1912 година е регистрирано като селище с християнска религия и „македонски“ език. Преброяването в 1913 година показва Цекри (Τσέκρι) като село с 26 мъже и 25 жени.
Боривое Милоевич пише в 1921 година („Южна Македония“), че Киркалово има 12 къщи славяни християни.
В 1924 година по официални данни 13 българи, а на практика цялото българско население е изселено в България и в 1928 селото има само 14 жители - 11 мъже и 3 жени, а в 1940 година - 29 жители, от които 25 мъже и 4 жени. Очевидно селото е работническо селище на наемни работници.
В 1926 година селото е прекръстено на Паралимни, в превод Крайезерно.
По време на Гражданската война (1946 - 1949) властите заселват в селото семейства от планинските села, които остават и след нормализацията на обстановката, както и каракачански семейства.
Селото има плодородно землище, която се напоява изцяло и произвежда голямо количество овошки, памук, царевица. Развито е и краварството.
| Година    | 1913 | 1920 | 1928 | 1940 | 1951 | 1961 | 1971 | 1981 | 1991 | 2001 | 2011 | 2021 |
| --------- | ---- | ---- | ---- | ---- | ---- | ---- | ---- | ---- | ---- | ---- | ---- | ---- |
| Население | 51   | 68   | 14   | 29   | 815  |      | 691  | 879  | 918  | 816  | 860  | 712  |

## Личности
Родени в Киркалово
- Христо Куфалски, македоно-одрински опълченец, Нестроева рота на 3 солунска дружина, носител на бронзов медал[16]

Починали в Киркалово
- Павел Граматиков (? – 1902), български революционер

Свързани с Киркалово
- Иван Георгиев Тупара, български революционер от ВМОРО, четник на Апостол Петков[17]
- Христо Бинчаров (1872 – ?), куриер и терорист на ВМОРО